# Oligobrachia gracilis
Oligobrachia gracilis är en ringmaskart som beskrevs av Southward 1978. Oligobrachia gracilis ingår i släktet Oligobrachia och familjen skäggmaskar. Inga underarter finns listade i Catalogue of Life.